# سفارت ارمنستان در تهران
سفارت جمهوری ارمنستان در تهران (ارمنی: Հայաստանի Հանրապետություն դեսպանությունը Թեհրանում)، نمایندگی دیپلماتیک جمهوری ارمنستان در تهران پایتخت جمهوری اسلامی ایران می‌باشد که در شماره  خیابان ، در منطقهٔ ، تهران واقع شده‌است. روابط دیپلماتیک بین دو کشور در ۹ فوریه ۱۹۹۲ برقرار شده است. هم‌اکنون آرسن آواگیان مقام سفیر جمهوری ارمنستان در تهران را عهده‌دار است.

## مشخصات
- نشانی : سفارت ارمنستان در شماره ۱ خیابان استاد شهریار، جنب خیابان‌های رازی و جمهوری اسلامی، در تهران واقع شده‌است.
- تلفن: ۶۶۷۰۴۸۳۳-۰۰۹۸۲۱

## فهرست سفیران ارمنستان در ایران

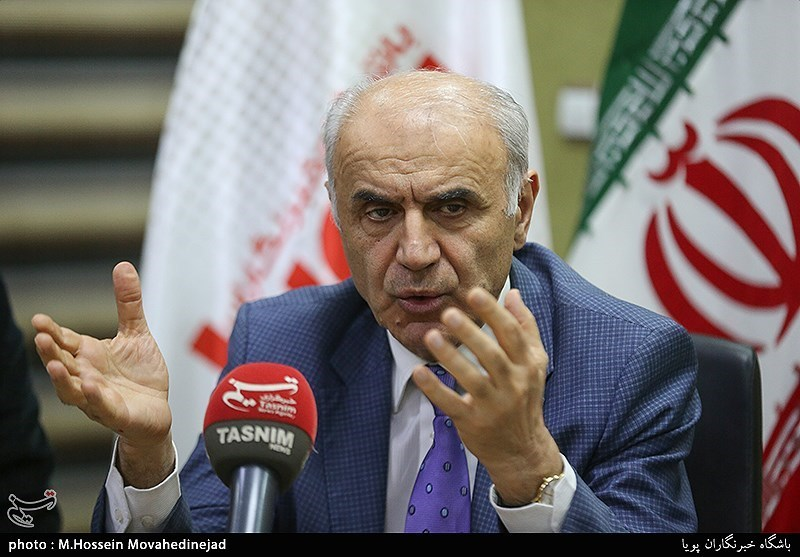
آرتاشس تومانیان سفیر پیشینی جمهوری ارمنستان در ایران

- پرنس هوسپ آرغوتیان (ژانویه-دسامبر ۱۹۲۰ م. /۱۳۰۰–۱۲۹۹ ش)
- لئون سارکیسیان (۱۹۲۲–۱۹۲۰ م. /۱۳۰۲–۱۳۰۰ ش. نماینده تام‌الاختیار جمهوری شوروی ارمنستان در ایران)

سپس پس از هفتاد سال وقفه، ترتیب زمانی مأموریت سفرای جمهوری جدید الاستقلال ارمنستان در ایران به این صورت بوده‌است:
- واهان بایبوردیان (۱۹۹۸–۱۹۹۲)
- گغام غاریبجانیان (۲۰۰۴–۱۹۹۲)
- کارن نظریان (۲۰۰۹–۲۰۰۵)
- گریگور آراکلیان (۲۰۱۵–۲۰۰۹)
- آرتاشس تومانیان
- آرسن آواگیان